# Schloss Ebenrain

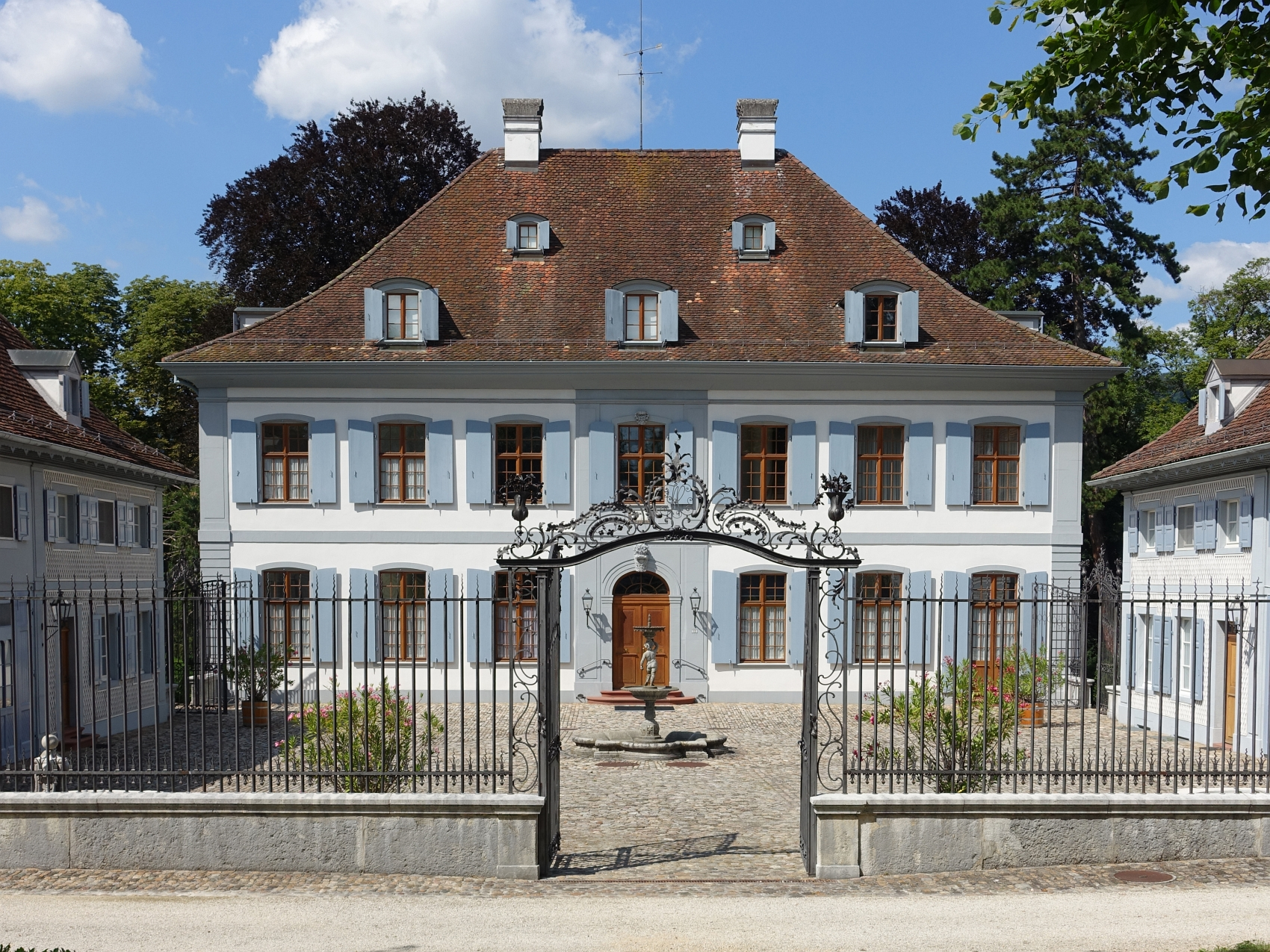
Schloss Ebenrain

Schloss Ebenrain ist ein Landschloss mit umgebender Gartenanlage in Sissach im Schweizer Kanton Basel-Landschaft. Es wird von der Kunstwissenschaft als der bedeutendste spätbarocke Landsitz der Nordwestschweiz angesehen.

## Geschichte

Von Édouard André entworfenes Gartenparterre von Schloss Ebenrain, Stahlstich, veröffentlicht 1879

Schloss Ebenrain wurde in den Jahren 1774/76 für den Basler Seidenbandfabrikanten und -händler Martin Bachofen nach Plänen des Basler Barockarchitekten Samuel Werenfels erbaut. Die zugehörigen spätbarocken Gartenanlagen nördlich und südlich des Gebäudes entwarf der Berner Architekt Niklaus Sprüngli. Vor 1805 wurde – mit Ausnahme einer bis heute erhaltenen Lindenallee in der Mittelachse – die südliche Gartenanlage in einen Landschaftsgarten der späten Stilphase umgewandelt, zwischen 1817 und 1821 auch der nördliche Gartenteil. Nach 1872 erfolgten einige Umbauten am Schloss bzw. Umgestaltungen und eine Erweiterung des Parks nach Plänen des Pariser Gartenarchitekten Édouard André. Anfang des 20. Jahrhunderts fand eine „Rebarockisierung“ statt, zwischen 1934 und 1942 eine umfassende Renovierung durch den Besitzer Rudolf Staechelin. Seit 1951 ist die Schlossanlage im Besitz des Kantons Basel-Landschaft und wird für Kunstausstellungen, Konzerte und Vorträge benutzt. Von 1986 bis 1989 wurde das Schloss erneut saniert.